# Дзилин
Дзилин (на мандарински:吉林省; пинин:Jílín) e провинция в централната част на Североизточен Китай, в историческата област Манджурия. Административен център и най-голям град в провинцията е град Чанчун.

## Побратимени градове
- Волгоград, Русия (1994)